# Атанасиос Кафкалидес
Атанасиос Кафкалидес (грч. Αθανάσιος Καυκαλίδης; 1919 — 1989) је био грчки неуропсихијатар.

## Биографија
Рођен је 1919. године у Атини. Дипломирао је медицину на Универзитету у Атини и похађао је постдипломске курсеве из неурологије, експерименталне неурофизиологије, неурохирургије и психијатрије у Општој болници Принц од Велса, Институту за неурологију у Лондону и Институту Каролинска у Стокхолму. Од 1960. до 1987. године је посветио много времена клиничким истраживањима у области психоделичне психотерапије користећи лекове као што су диетиламид лизергинске киселине, псилоцибин и кетамин. На Светском конгресу психијатрије у Мадриду 1966. године је одржао реферат на тему интраутериног живота. Излагао је радове о интраутериним искуствима и њиховим реперкусијама и на Међународном конгресу психотерапије у Висбадену 1967, Конгресу психијатрије у Солуну 1972, Атини 1975. и на Конгресу превентивне психијатрије у Атини 1979. године. Друштво за ментално здравље га је позвало на Кипар да одржи серију предавања о искуствима током интраутериног живота и њиховом утицају на свакодневни живот 1980. Године 1983—1984. је био позван у Аустралију где је одржао серију предавања о својим клиничким истраживањима са кетамином. Објавио је неколико радова о диетиламид лизергинској киселини и њеној психотерапијској примени у Annales Medico-psychologiques de Paris 1963, Exerpta Medica 1968. и Proceedings of the IV World Congress of Psychiatry 1966. Његова главна дела The Knowledge of the Womb и The Power of the Womb су први пут објављена у Грчкој 1980. и 1987. године. Његов рад на пренаталној и перинаталној психологији резонује са радом његових савременика попут Станислава Грофа који је дошао до сличних закључака о томе како рана фетална и неонатална искуства утичу на људску психу и како психоделична психотерапија може помоћи у приступу тим стањима. Преминуо је 1989. године у Атини.

## Одабрана библиографија
- Kafkalides A. Application thérapeutique de la diéthylamide de l'acide d-lysergique (Delyside ou LSD-25) sur les psychonévroses. 1963., Annales médico-psychologiques, Paris, t. 2, 121e année, no 2, pp. 191– 200.
- Kafkalides A.A Case of homosexuality treated with LSD-25. 1966.. Proceedings of the IV World Congress of Psychiatry, Madrid.
- Kafkalides A.(1966). „Intra-uterine security: The cause of the Oedipus and Electra Complexes in two cases treated with LSD25”. 8 (4): 427—431.. paper presented at the International Congress of Psychotherapy, Wiesbaden.- see The International Journal of Prenatal and Perinatal Psychology and Medicine, , December 1996.
- Kafkalides A (1975). Causes of Sexual Conflicts - Effects on Behavior.. communiqué at the VII Panhellenic Congress of Psychiatry, Athens.
- Kafkalides A (1980). Η Γνώση της Μήτρας. Η Αυτοψυχογνωσία με Ψυχοδηλωτικά φάρμακα.. Ολκός.
- Kafkalides A (1983). The rejecting womb.. Lecture given at the University of New South Wales, Sydney, December 1983.
- Kafkalides A (1987). Η Δύναμη της Μήτρας και η «Υποκειμενική Αλήθεια».. Ελεύθερος Τύπος.
- Kafkalides A (1989). Αυτοψυχογνωσία.. Εκδόσεις Οδυσσέας.
- Kafkalides A (1998). The Power of the Womb and the “Subjective Truth”.. Triklino House.
- Kafkalides A (2005). The Knowledge of the Womb. ISBN 978-1418484415. Архивирано из оригинала 17. 04. 2014. г. Приступљено 14. 03. 2025.. Authorhouse, USA.